# Атаго (тяжёлый крейсер)
«Атаго» (яп. 愛宕, по названию горы в префектуре Киото) — японский тяжёлый крейсер, первый вступивший в строй представитель типа «Такао».
Построен в Курэ в 1927—1932 годах. Активно использовался в межвоенный период, в 1938—1939 годах прошёл крупную модернизацию.
В ходе боевых действий на Тихоокеанском театре Второй мировой войны в первой половине 1942 года в составе 4-й дивизии крейсеров участвовал в захвате Малайи и Нидерландской Ост-Индии, будучи флагманом адмирала Кондо. В последующей Гуадалканальской кампании крейсер принял участие в сражениях у восточных Соломоновых островов, у островов Санта-Крус, втором бое у Гуадалканала и завершившей её эвакуации японских войск. В 1944 году «Атаго» участвовал в сражениях у Марианских островов и в заливе Лейте, став первой жертвой последнего: будучи флагманским кораблём адмирала Куриты, он был поражён четырьмя торпедами с американской подводной лодки «Дартер» и перевернулся спустя 20 минут.

## Строительство

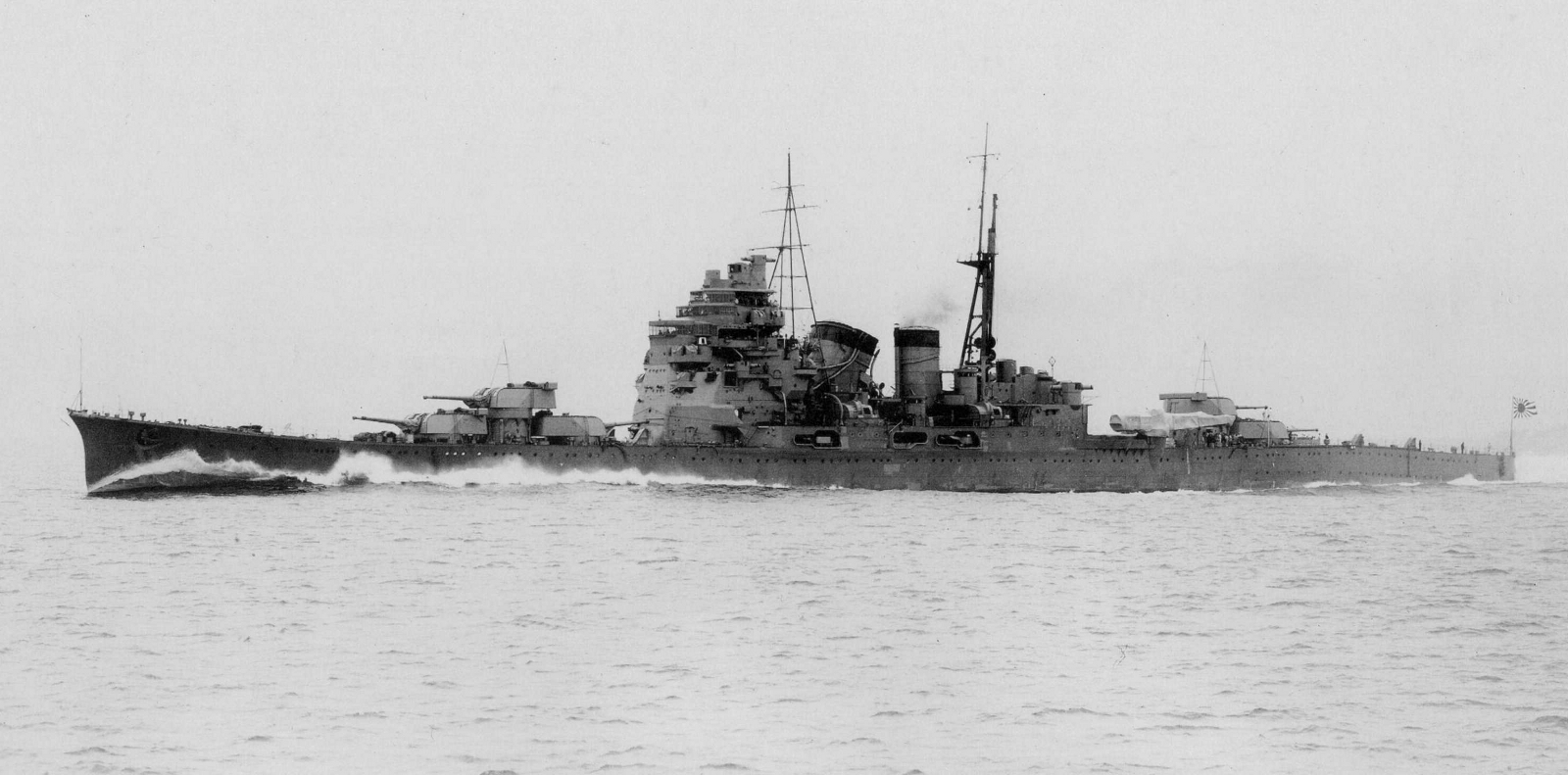
«Атаго» на ходовых испытаниях.

Заказ на строительство третьей пары 10 000-тонных крейсеров стоимостью по 28,37 млн иен был выдан в начале 1927 года. 23 июня крейсеру № 10 (второму в паре) было присвоено название «Атаго», в честь горы в префектуре Киото. Это имя в ЯИФ использовалось в третий раз: ранее его носили погибшая во время Русско-японской войны канонерская лодка постройки 1889 года и линейный крейсер типа «Амаги», разобранный на стапеле по условиям Вашингтонского договора.
Корпус крейсера был заложен 28 апреля 1927 года в доке Морского арсенала Курэ (ранее в нём строили «Нагато» и «Акаги», десятилетием спустя там же начнётся строительство «Ямато»). На воду он был спущен 16 июня 1930.

## Ходовые испытания
На ходовых испытаниях 13 февраля 1932 года в заливе Сукумо при водоизмещении 12 214 тонн и мощности машин 135 001 л. с. «Атаго» развил 35,2 узла, что было меньше контрактных 35,5. 30 марта того же года он был передан флоту — первым в серии.

## История службы

### Довоенная
После вступления в строй «Атаго» вместе с однотипными кораблями был приписан к военно-морской базе в Йокосуке. 14 мая 1932 года крейсер посетил премьер-министр Цуёси Инукаи. 1 декабря все четыре корабля типа «Такао» были зачислены в состав 4-й дивизии крейсеров Второго флота, заняв место выведенных в резерв представителей типа «Мёко».
В апреле 1933 года они совместно с «Аобой», «Кинугасой» и «Како» участвовали в учениях, включавших стрельбы ночью и на большую дистанцию с коррекцией огня при помощи гидросамолётов. По их итогам было выявлено большое рассеяние у новых установок ГК. Затем в районе Камэгакуби на «Атаго» были проведены стрельбы с дающими цветные всплески снарядами, подтвердившие это результаты.
С 29 июня по 5 июля 1933 года 4-я дивизия вместе с «Аобой», «Кинугасой» и «Како» совершили поход к Тайваню. В июле-августе она ходила в южные моря, а 25 августа приняла участие в морском параде в Иокогаме. С 2 декабря по 2 февраля 1934 года «Атаго» прошёл докование с модернизацией в Йокосуке, при которой были усовершенствованы приборы управления огнём главного калибра и беспроводной связи, а также установлена СУАЗО тип 91.
В феврале-апреле 1934 года 4-я дивизия участвовала в учениях со стрельбами у берегов острова Кюсю. В середине сентября она вместе с 6-й дивизией («Аоба», «Кинугаса», «Фурутака») посетила Рёдзюн, 27-го Циндао, а 5 октября вернулась в Сасэбо. С 22 октября по 30 декабря «Атаго» находился на ремонте в Йокосуке, при этом был заменён на усовершенствованный рулевой привод.
С 29 марта по 4 апреля 1935 года 4-я дивизия вместе с 6-й совершила короткий поход к побережью Центрального Китая. В августе-сентябре она участвовала в ежегодных манёврах флота у побережья острова Хонсю, входя в состав «синего» флота. 15 ноября все 4 крейсера типа «Такао» были выведены в резерв и переданы охранному району Йокосуки. На короткий период с 16 декабря по 10 марта 1936 года «Атаго» находился в составе 5-й дивизии («Мёко», «Нати», «Хагуро»), заменяя находившийся в ремонте после взрыва в орудийной башне крейсер «Асигара». При этом крейсер был флагманом и этой дивизии, и всего Второго флота.
После завершения расследования инцидента с Четвёртым флотом на «Атаго» с 14 июня по 31 июля 1936 года в Йокосуке были проведены работы по увеличению продольной прочности корпуса, заключающиеся в приклёпывании листов стали типа D шириной 1,3 м и толщиной 16 мм по обеим сторонам от киля, и листов того же материала шириной 1,2 м и толщиной 19 мм—к верхней палубе.

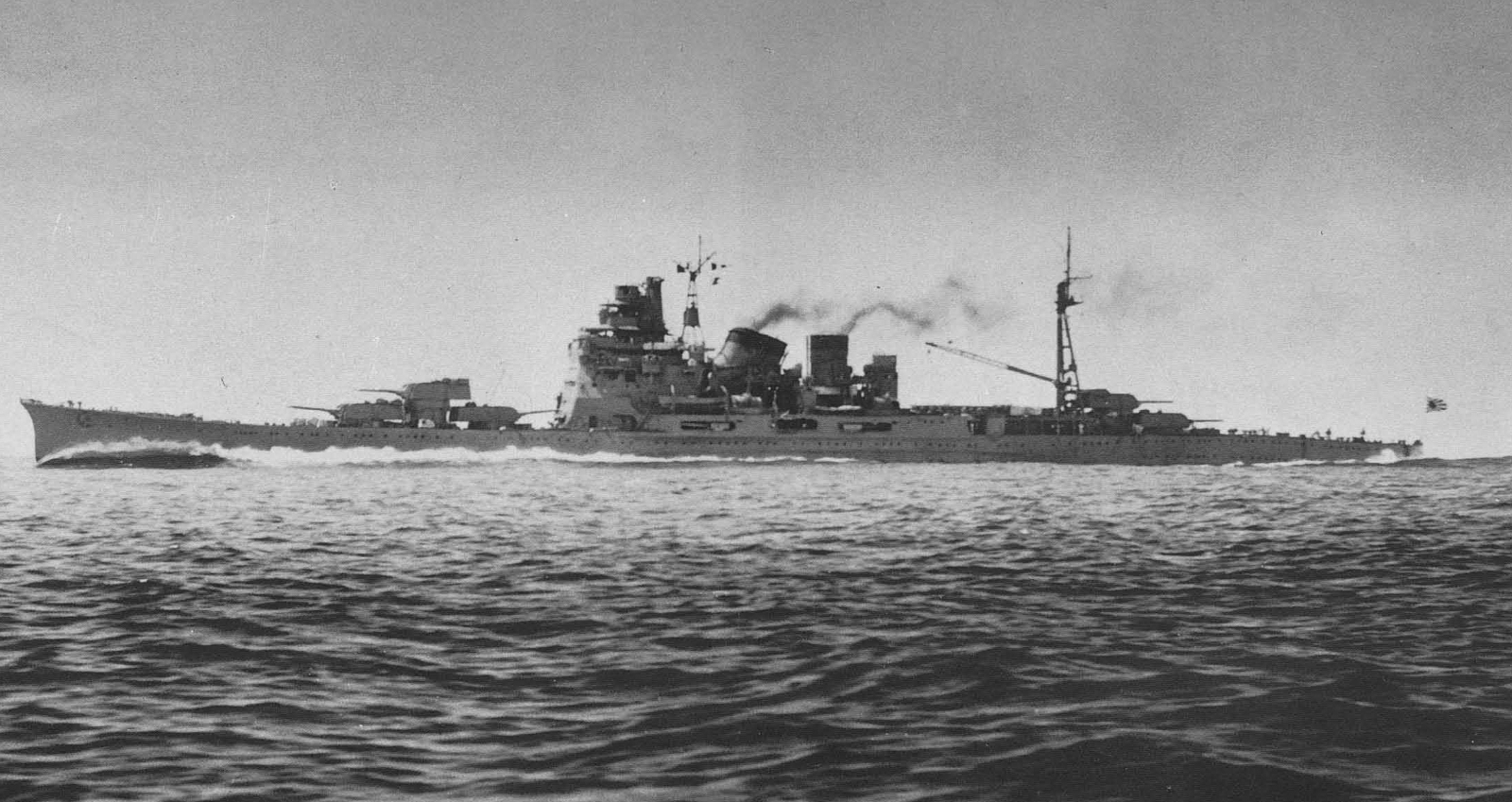
«Атаго» на ходовых испытаниях 25 августа 1939 года.

26-28 октября на борту «Атаго» при переходе из Кобэ в Этадзиму с заходом в Курэ и обратно присутствовал сам император Хирохито, 29-го наблюдавший за морским парадом в Кобэ, в котором участвовали все 4 корабля типа «Такао». После этого крейсер продолжал находиться в резерве, а с апреля 1938 по 20 октября 1939 года прошёл на верфи Йокосуки крупную модернизацию. В ходе неё модернизировалась система управления огнём, переделывались мачты и надстройки, устанавливались новые були и система быстрого контрзатопления, были сняты ненадёжные индукционные турбины, строенные торпедные аппараты заменились на счетверённые, пулемёты типа «Рю» — на два спаренных 13,2-мм тип 93 и на четыре новых спаренных зенитных автоматов тип 96, катапульты тип № 2 модель 3 — на тип № 2 модель 5. В ходе ходовых испытаний на завершающем этапе модернизации 25 августа 1939 года у Татэямы «Атаго» при водоизмещении 14 835 тонн и мощности машин 133 000 л. с. развил 34,12 узла
После завершения работ «Атаго» вместе с «Такао» вернулись в состав 4-й дивизии. В конце марта-начале апреля 1940 года оба корабля совершили поход к побережью Южного Китая. С середины февраля и до конца марта 1941 года «Атаго» вместе с остальными тремя крейсерами ходил к китайским берегам и участвовал в учениях у острова Кюсю. 17-26 апреля он прошёл докование в Йокосуке. С 4 мая по 30 июня «Атаго» вместе с «Такао» находился в плавании в районе бухты Овасэ и городов Бэппу и Сукумо. С 4 августа по 13 сентября крейсер совершил очередной учебный поход в район пролива Бунго, зайдя при этом 6 августа в Сукумо, 21-го в Саэки и 1 сентября в Курэ. 15-22 сентября в рамках военных приготовлений «Атаго» в Иокогаме снова прошёл докование, а 6 октября он стал флагманом 4-й дивизии. Также в это время 13,2-мм пулемёты были заменены 25-мм автоматами. 9-12 ноября крейсер перешёл из Йокосуки на остров Хасирадзима. 25-27 ноября «Атаго» вместе с «Маей» вернулся в Йокосуку, а 28-го к ним присоединился «Такао». 29 ноября-2 декабря три крейсера перешли из Саэки в Мако. По прибытии на «Атаго» поднял свой флаг командующий Вторым флотом вице-адмирал Нобутакэ Кондо.

### Во время Второй мировой войны
После вступления Японии во Вторую мировую войну 7 декабря 1941 года «Атаго» вместе с «Такао», «Конго» и «Харуной» обеспечивал дальнее прикрытие Первого Малайского конвоя. 9 декабря корабли Кондо выдвигались на перехват обнаруженного подводной лодкой И-65 соединения «Z» (линкоры «Принс оф Уэлс» и «Рипалс», четыре эсминца), намереваясь дать ночной бой. Операция была отменена из-за того, что 7-я дивизия (крейсера типа «Могами») не смогла найти противника, на следующий день британская эскадра была разгромлена авиацией берегового базирования. 11 декабря соединение Кондо вернулось в Камрань. 14-17 декабря «Атаго» вместе с другими кораблями осуществлял прикрытие Второго Малайского конвоя. 20-24 декабря крейсер выходил для оказания поддержки высадки войск в бухте Лингаен на Лусоне.
| Главный калибр                     | 5 × 2 — 203,2-мм/50 тип 3 № 2                   | 5 × 2 — 203,2-мм/50 тип 3 № 2                 | 5 × 2 — 203,2-мм/50 тип 3 № 2     | 5 × 2 — 203,2-мм/50 тип 3 № 2     | 5 × 2 — 203,2-мм/50 тип 3 № 2         | 5 × 2 — 203,2-мм/50 тип 3 № 2          |
| Универсальная артиллерия           | 4 × 1 — 120-мм/45 тип 3                         | 4 × 1 — 120-мм/45 тип 3                       | 4 × 2 — 127-мм/40 тип 89          | 4 × 2 — 127-мм/40 тип 89          | 4 × 2 — 127-мм/40 тип 89              | 4 × 2 — 127-мм/40 тип 89               |
| Малокалиберная зенитная артиллерия | 2 × 1 40-мм/39 типа «Би» 2 × 1 7,7-мм типа «Рю» | 4 × 2 — 25-мм/60 тип 96, 2 × 2 13,2-мм тип 93 | 6 × 2 — 25-мм/60 тип 96           | 2 × 3, 6 × 2 — 25-мм/60 тип 96    | 2 × 3, 6 × 2, 8 × 1 — 25-мм/60 тип 96 | 6 × 3, 6 × 2, 30 × 1 — 25-мм/60 тип 96 |
| Торпедное вооружение               | 4 × 2 — 610-мм ТА тип 89                        | 4 × 4 — 610-мм ТА тип 92 модель 1             | 4 × 4 — 610-мм ТА тип 92 модель 1 | 4 × 4 — 610-мм ТА тип 92 модель 1 | 4 × 4 — 610-мм ТА тип 92 модель 1     | 4 × 4 — 610-мм ТА тип 92 модель 1      |
| Катапульты                         | 2 × тип № 2 модель 3                            | 2 × тип № 2 модель 5                          | 2 × тип № 2 модель 5              | 2 × тип № 2 модель 5              | 2 × тип № 2 модель 5                  | 2 × тип № 2 модель 5                   |

8 января 1942 года «Атаго» вышел из Камрани в составе соединения Кондо. Простояв с 11-го по 14-е в Мако, 18-го крейсер прибыл на острова Палау, где находился до середины февраля. 18-21 февраля «Атаго» перешёл в Кендари, где встретился с «Такао» и «Маей». 25 февраля соединение Кондо (три крейсера типа «Такао» и эсминцы «Араси» и «Новаки») покинуло Кендари и направилось к Яве. 2 марта «Атаго» совместно с «Такао» потопил старый американский эсминец «Пилсбери» (ошибочно опознан как крейсер типа «Омаха»), выпустив по нему 54 203-мм снаряда. Утром 4 марта он сыграл активную роль в потоплении силами Кондо британских танкера «Фрэнкол», шлюпа «Ярра» и плавбазы «Энкин». Вечером того же дня крейсер захватил нидерландское судно «Дёймар ван Твист». В Кендари корабли Кондо вернулись 7 марта.
18 марта «Атаго» вышел в море и 17 апреля прибыл в Йокосуку, зайдя по пути в Баликпапан, Макассар, Сингапур, Пинанг и Камрань. 18 апреля крейсер вместе с «Такао» выдвигался на перехват американского оперативного соединения 16.2, осуществившего первую бомбардировку Японии, но вернулся 22-го ни с чем. В Йокосуке в период до 21 мая «Атаго» прошёл ремонт и докование, получив при этом новые зенитные орудия Тип 89.
24-25 мая крейсер перешёл из Йокосуки на остров Хасирадзима. 29 мая «Атаго» вместе с главными силами вышел для поддержки высадки на Мидуэй, но после отмены операции «MI» вернулся на базу 14 июня.

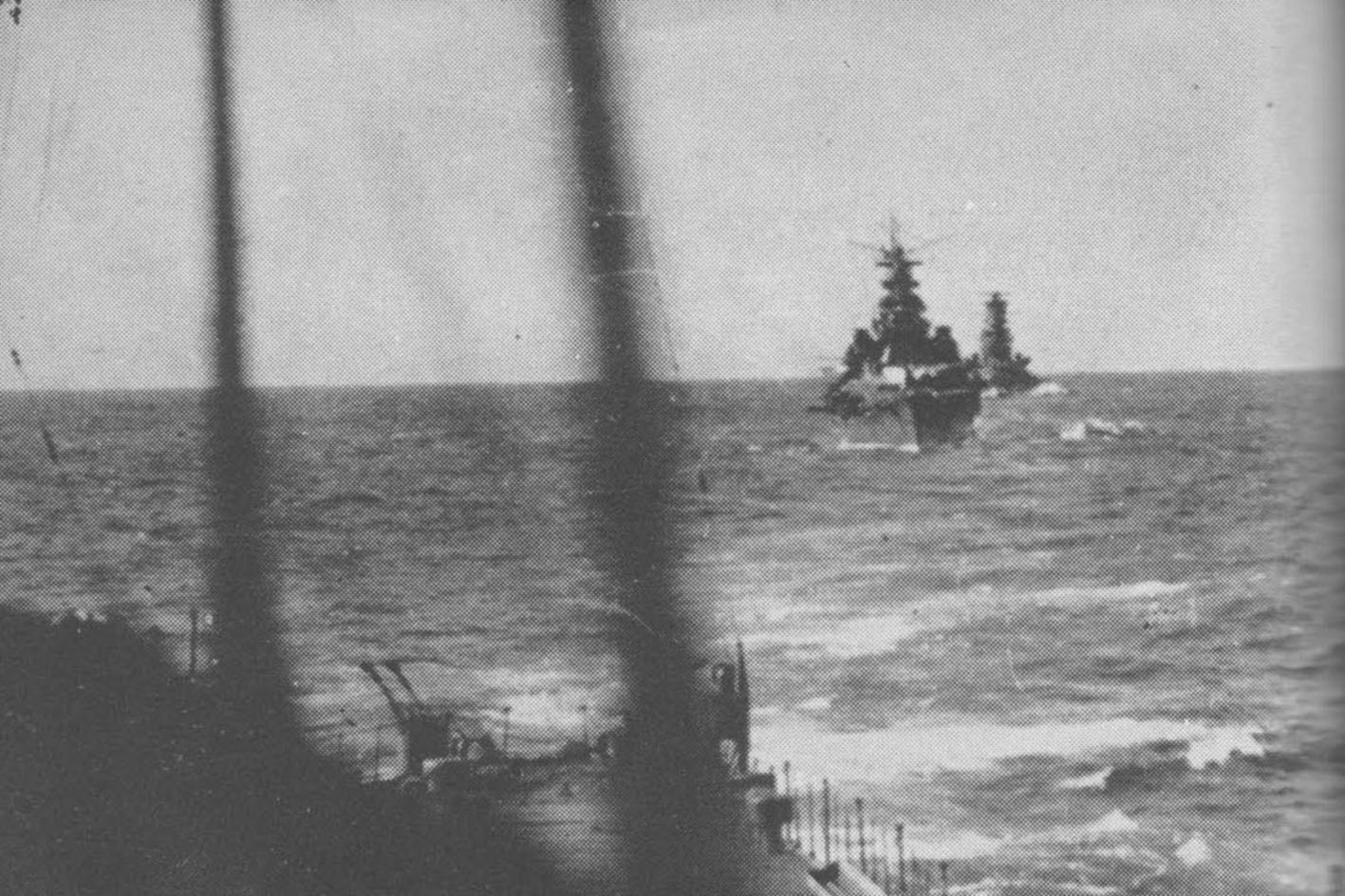
Идущие в кильватере «Атаго» «Такао» и «Кирисима». Район Гуадалканала, 14 ноября 1942 года.

11-17 августа соединение Кондо перешло на Трук. 24-25 августа оно занималось преследованием американской эскадры после сражения у Восточных Соломоновых островов, но безуспешно. 9-23 сентября корабли Кондо совершили поход к Соломоновым островам, при этом 14-го их атаковали американские бомбардировщики B-17E.
21-30 октября «Атаго» в составе Объединённого флота выходил для участия в сражении у островов Санта-Крус, и вновь не смог принять в нём активного участия. 9 ноября соединение Кондо вышло к Гуадалканалу для обстрела аэродрома Хендерсон-филд. Около полудня 14-го «Атаго» был атакован американской подводной лодкой «Троут», выпустившей по нему пять торпед, из которых не попало ни одной. В ночь на 15-е он принял участие в бою с американскими линкорами «Вашингтон» и «Саут Дакота», добившись вместе с «Такао» не менее 16 попаданий 203-мм снарядами в последнюю (только поверхностные повреждения) и не получив серьёзных повреждений сам. 18-го крейсера вернулись на Трук.
12-17 декабря «Атаго» перешёл из Трука в Курэ, где прошёл короткий ремонт, и 19-24 декабря вернулся обратно. С 31 января по 9 февраля 1943 года он вместе с «Такао», «Мёко» и «Хагуро» обеспечивал дальнее прикрытие эвакуации японских войск с Гуадалканала.
21-26 июля 1943 года «Атаго» вместе с «Такао» совершил переход из Трука в Йокосуку, где прошёл ремонт (с докованием 2-9 августа) и первую военную модернизацию—при ней устанавливался радиолокатор обнаружения воздушных целей № 21 и два строенных 25-мм автомата (общее число стволов—18). 9 августа должность командующего Вторым флотом занял вице-адмирал Такэо Курита. 17 августа «Атаго» и «Такао» с войсками на борту покинули Йокосуку, и зайдя 27-го в Рабаул, 29-го прибыли на Трук 18 сентября они безуспешно выходили на перехват американских авианосцев, и простояв 20-23 у атолла Эниветок, вернулись на базу. Вторично они выходили в том же направлении 17-26 октября, с тем же результатом.
3-5 ноября 4-я дивизия перешла в Рабаул, и в тот же день подверглась налёту «Донтлессов» эскадрильи VB-12. «Атаго», заправлявшийся от танкера «Кокуё-Мару», получил повреждения от трёх близких разрывов 500-фунтовых (227-кг) авиабомб. В результате были затоплены отсеки рядом с машинным отделением № 1 и котельными отделениями № 3 и № 9, погибло 22 члена экипажа (включая командира корабля капитана 1-го ранга Накаока) и 64 было ранено. 6-15 ноября крейсер перешёл в Йокосуку (с заходом на Трук), где стал на ремонт, продлившийся до 26 декабря (в том числе в сухом доке—с 18 ноября по 17 декабря). Также при этом была проведена вторая военная модернизация, включавшая в себя установку ещё восьми одиночных 25-мм автоматов (общее число стволов—26) и радиолокатора обнаружения надводных целей № 22 4-й модификации, для улучшения герметичности корпуса все иллюминаторы на нижней палубе и часть на средней заварили.
После завершения ремонта «Атаго» 26-30 декабря совершал учебные выходы в море, а 4-9 января 1944 года перешёл на Трук. 10-13 февраля он вместе с «Тёкаем», «Мёко» и «Хагуро» совершил переход на Палау, при этом ночью 10-го соединение атаковала американская подводная лодка «Пермит», четырёхторпедный залп которой не достиг цели. Там крейсер пробыл вплоть до конца марта.
29 марта корабли 4-й и 5-й дивизий покинули Палау, и простояв 1-4 апреля в Давао, 9-го прибыли в Лингу. Во время пути 6 апреля их безуспешно атаковала американская подводная лодка «Дейс». 11-14 мая 4-я дивизия перешла из Линги в Тави-Тави. 12 июня она вышла в море для участия в операции «А-Го». «Атаго» в ходе сражения никаких повреждений не получил, и 24-го прибыл в Курэ, где находился на ремонте до 8 июля. При этом была проведена третья военная модификация: установлены ещё четыре строенных и двадцать два одиночных 25-мм автоматов (общее число стволов—60), дополнительный радар обнаружения воздушных целей № 13, РЛС № 22 4-й модификации модернизировалась с установкой супергетеродинного приёмника и позволяла после этого управлять артиллерийским огнём, ставшие ненужными визиры слежения за целью тип 92 сняли.

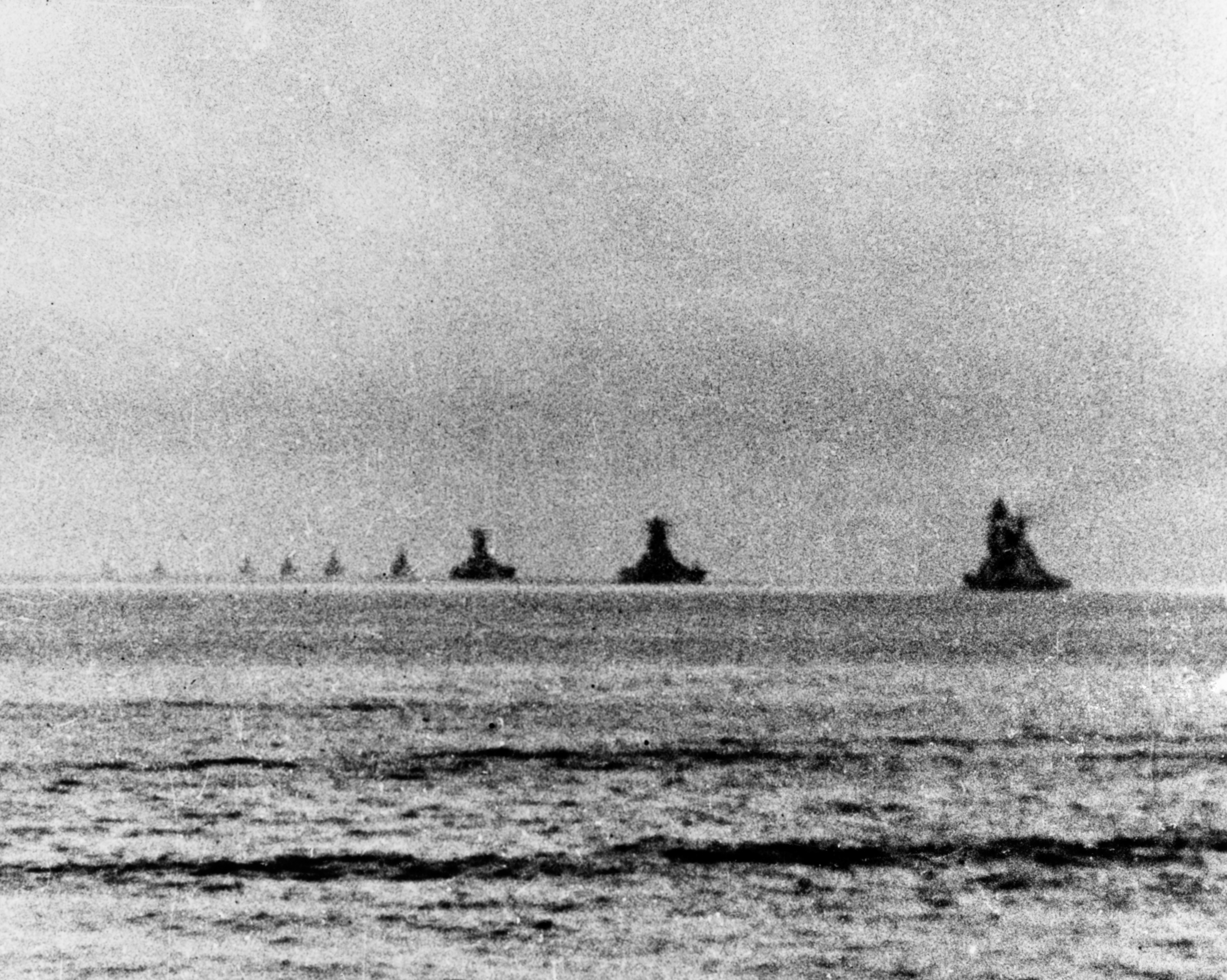
Японский флот, идущий к Лейте. «Атаго»-четвёртый в линии. Район Брунея, 22 октября 1944 года.

8-16 июля «Атаго» перешёл из Курэ в Сингапур (с заходом на Окинаву 10-го), где 22-30 был отдокован. 1 августа он прибыл в Лингу, где пробыл почти всё время до середины октября, занимаясь подготовкой к операции «Сё-Го». Только 26-30 августа крейсер вместе с «Такао» совершил короткий выход к Сингапуру.
План операции «Сё-Го» был приведён в исполнение 17 октября, и в ночь на 18-е Первое набеговое соединение покинуло Лингу. 20-го корабли зашли в Бруней, а 22-го прошли проливом Сан-Бернандино. Утром 23 октября западнее острова Палаван идущее 16-узловым зигзагообразным ходом соединение было атаковано американскими подводными лодками. В 6-33 флагманский «Атаго» был поражён в правый борт четырьмя из шести выпущенных «Дартер» торпед Mk 14, каждая из которых несла 300 кг торпекса. Первое попадание пришлось в кладовую у 30-го шпангоута, оно разрушило шпилевое отделение и привело к поступлению воды в носовую часть. Второе было у котельного отделения № 1, в результате сразу же было затоплено и оно, и соседнее № 2. Третье попадание в районе 180-го шпангоута привело к затоплению котельного отделения № 6 и пожару в соседнем № 7. В результате четвёртого были затоплены машинное отделение № 4, задний генераторный отсек и погреба 4-й башни ГК. Крейсер сразу же получил крен на правый борт в 8°, быстро выросший до 18. Несмотря на контрзатопления машинного отделения № 3, котельного отделения № 7 и водонепроницаемого отсека № 4, он вскоре достиг 23, а потом и 54°, после чего был отдан приказ покинуть корабль. В 6-53 «Атаго» перевернулся и затонул, уходя носом под воду, это произошло в точке с координатами 9°30′ с. ш. 117°13′ в. д.. Погибло 360 членов экипажа, 529 было поднято из воды эсминцем «Кисинами» (включая вице-адмирала Куриту, членов штаба Второго флота во главе с контр-адмиралом Коянаги и командира крейсера контр-адмирала Араки) и ещё 171 принял на борт «Асасимо».
20 декабря 1944 года «Атаго» был исключён из списков.

## Командиры
- 20.6.1930 — 1.12.1932 капитан 1 ранга (тайса) Кэнити Сада (яп. 佐田 健一)[41];
- 1.12.1932 — 15.11.1933 капитан 1 ранга (тайса) Ибо Такахаси (яп. 高橋伊望)[42];
- 15.11.1933 — 1.11.1934 капитан 1 ранга (тайса) Гиити Мията (яп. 宮田 義一)[43];
- 1.11.1934 — 15.11.1935 капитан 1 ранга (тайса) Сигэру Сонода (яп. 園田滋)[44];
- 15.11.1935 — 15.4.1936 капитан 1 ранга (тайса) Кодзо Судзукида (яп. 鈴木田幸造);
- 15.4.1936 — 1.12.1936 капитан 1 ранга (тайса) Сэити Ито (яп. 伊藤整一)[45];
- 1.12.1936 — 12.7.1937 капитан 1 ранга (тайса) Аритомо Гото (яп. 五藤存知)[46];
- 12.7.1937 — 1.12.1937 капитан 1 ранга (тайса) Такэо Окумото (яп. 奥本武夫);
- 1.12.1937 — 10.8.1938 капитан 1 ранга (тайса) Минбу Сакано (яп. 坂野民部);
- 10.8.1938 — 15.11.1938 капитан 1 ранга (тайса) Тюго Минова (яп. 蓑輪中五);
- 15.11.1938 — 15.11.1939 капитан 1 ранга (тайса) Сэйго Такацука (яп. 高塚省吾)[47];
- 15.11.1939 — 15.10.1940 капитан 1 ранга (тайса) Тимаки Кавано (яп. 河野千万城)[48];
- 15.10.1940 — 11.8.1941 капитан 1 ранга (тайса) Томидзи Коянаги (яп. 小柳富次)[49];
- 11.8.1941 — 1.12.1942 капитан 1 ранга (тайса) Мацудзи Идзюин (яп. 伊集院松治)[50];
- 1.12.1942 — 5.11.1943 капитан 1 ранга (тайса)[прим. 3] Нобуки Накаока (яп. 中岡信喜)[51];
- 15.11.1943 — 23.11.1944 капитан 1 ранга (тайса)[прим. 4] Цуто Араки (яп. 荒木伝)[52];